# 旌表例贈奉直大夫周紹熙之妻宜人何氏百歲坊
旌表例贈奉直大夫周紹熙之妻宜人何氏百歲坊位於重慶市璧山縣青槓鄉，文物遺址年代為清，1987年1月23日列為重慶市第二批市級文物保護單位初定名單。1992年3月19日列為重慶市第二批市級文物保護單位。2000年9月7日列為第一批重慶市文物保護單位。